# Pasar Pangururan
Pasar Pangururan is een bestuurslaag in het regentschap Samosir van de provincie Noord-Sumatra, Indonesië. Pasar Pangururan telt 2554 inwoners (volkstelling 2010).